# Dmitri Borisovich Kabalevsky
Dmitri Borisovich Kabalevsky (tiếng Nga: Дми́трий Бори́сович Кабале́вский) (1904-1987) là nhà soạn nhạc, nghệ sĩ đàn piano người Nga. Ông là một trong những nhà soạn nhạc lớn của âm nhạc Xô viết.

## Cuộc đời và sự nghiệp
Dmitri Kabalevsky sinh ra tại thành phố Sankt Petersburg. Ông học chơi piano tại Viện âm nhạc Scriabin. Sau đó, Kabalevsky dạy piano và chơi nhạc cho phim câm trong khoảng thời gian 1922-1925. Sau ông lại học sáng tác tại Nhạc viện Moscow với các thầy Catoire và Myaskovsky. Năm 1929, ông nổi tiếng ở Liên Xô với bản concerto cho piano. Năm 1932, khi Hội Nhạc sĩ Liên Xô ra đời, Kabalevsky tổ chức chi nhánh tại Moskva và giữ nhiều chức vụ quan trọng về quản lý và viết nhiều bài bình luận vầ âm nhạc Xô viết. Trong 5 năm sau đó, ông sáng tác cũng khá, tiêu biểu là ba bản giao hưởng, bản Requiem tưởng nhớ Lenin. Từ năm 1939, Kabalevsky là giáo sư môn sang tác tại Nhạc viện Moscow. Trong thời gian Chiến tranh vệ quốc, ông sáng tác nhiều bài ca yêu nước. Ông được trao tặng nhiều danh hiệu cao quý về nghệ thuật và nhiều giải thưởng quốc gia như Giải thưởng Lenin, Huân chương Lenin, Anh hùng lao động Xã hội chủ nghĩa (được phong cào năm 1974). Ông qua đời tại Moskva.

## Phong cách sáng tác
Qua các tác phẩm của mình, Dmitri Kabalevsky đã phản ánh chân thực cuộc sống, luôn toát lên niềm lạc quan và sự trong sáng, đa dạng về thể loại, phong phú về giai điệu. Kabalevsky hay nói tới tuổi trẻ. Chính vì vậy, ông có đóng góp không nhỏ về số lượng các tác phẩm dành cho thanh thiếu niên.

## Các sáng tác
Dmitri Kabalevsky đã viết:
- Vở opera:

- Colas Breugnon (1936-1938)
- Trong bão lửa (1942)
- Gia đình Taras (1947)
- Nikita Vershinin (1954-1955)
- Những người chị (1969)

- Vở operetta Mùa xuân hát (1957)
- Vở ballet Những bông lúa vàng
- Các bản cantata, tiêu biểu là Tổ quốc vĩ đại (1942)
- Liên khúc cho hợp xướng và dàn nhạc giao hưởng Ngững người báo thù của nhân dân
- bốn bản giao hưởng (1932, 1933, 1934 (chính là bản Requiem tưởng nhớ Lenin), 1956)

- Các tác phẩm thính phòng gồm:
- Các bản tứ tấu
- Các bản prelude
- Các bản rondo
- Các bản biến tấu
- Các ca khúc.

Ngoài ra, Kabalevsky còn viết các công trình nghiên cứu và các bài báo.